# Васин, Илья Дмитриевич
Илья́ Дми́триевич Ва́син (род. 12 июля 2006, Брянск) — российский футболист, нападающий клуба «Факел».

## Биография
Родился в Брянске.
Воспитанник академии брянского «Динамо» и ДЮСШ «Партизан».
27 февраля 2024 года после прохождения просмотра перешёл в молодёжную команду «Факела».
6 августа 2024 года подписал профессиональный контракт с основной командой клуба.
27 августа 2024 года в матче Кубка России против «Рубина» дебютировал в профессиональном футболе.
24 ноября 2024 года сыграл дебютный матч в чемпионате России против московского «Динамо».
3 декабря 2024 года на правах аренды присоединился к «Кубани».

## Статистика выступлений
| Выступление      | Выступление       | Выступление      | Лига | Лига | Кубки | Кубки | Итого | Итого |
| Клуб             | Лига              | Сезон            | Игры | Голы | Игры  | Голы  | Игры  | Голы  |
| ---------------- | ----------------- | ---------------- | ---- | ---- | ----- | ----- | ----- | ----- |
| Факел            | РПЛ               | 2024/25          | 1    | 0    | 2     | 0     | 3     | 0     |
| Факел            | Итого             | Итого            | 1    | 0    | 2     | 0     | 3     | 0     |
| → Кубань         | Вторая лига («А») | 2024/25          | 13   | 0    | 0     | 0     | 13    | 0     |
| → Кубань         | Итого             | Итого            | 13   | 0    | 0     | 0     | 13    | 0     |
| Всего за карьеру | Всего за карьеру  | Всего за карьеру | 14   | 0    | 2     | 0     | 16    | 0     |